# Il male addosso
Il male addosso è un romanzo autobiografico di Sandra Verda edito da Bollati Boringhieri e vincitore del Premio Rapallo Carige per la donna scrittrice 1995.

## Trama
Una donna racconta la propria coraggiosa battaglia contro un grave forma tumorale, la malattia di Hodgkin; una lunga lotta, dall'età di sedici anni, fatta di terrore e di speranza, di riprese e di ricadute.